# Klaus Stricker
Klaus Stricker (* 17. April 1926 in Neuvrees; † 19. Juli 2009) war ein deutscher Landrat und Politiker (CDU).

## Leben
Nach dem Abitur am Clemens-August-Gymnasium in Cloppenburg wurde er 1944 zur Wehrmacht einberufen. Aus der englischen Kriegsgefangenschaft entließ man ihn am 10. Juni 1945. Er studierte anschließend Pädagogik an der Hochschule für Lehrerbildung in Vechta. Seine erste Stelle als Lehrer trat er 1949 in Rhede an, wo der spätere Landrat Hermann Bröring unter seinen Schülern war.
Ab 1968 gehörte er dem Kreistag Aschendorf-Hümmling an und wurde 1973 bis zur Auflösung 1976 der letzte Landrat des Landkreises. Der Landkreis Aschendorf-Hümmling ging 1977 im Landkreis Emsland auf, wobei er hier am 23. Oktober 1977 zum ersten Landrat des neuen Kreises gewählt wurde. Aus gesundheitlichen Gründen gab er 1981 dieses Amt auf.
Bis zu seiner Pensionierung 1985 war Stricker als Konrektor an der Amandusschule in Aschendorf tätig. Die Emsland-Medaille wurde ihm als einem der ersten drei Träger am 3. August 1987 verliehen. 2004 wurde ihm das Bundesverdienstkreuz verliehen.

## Ehrungen
- 1987: Emsland-Medaille
- 1987: Bundesverdienstkreuz